# Physospermum cornubiense
Physospermum cornubiense là một loài thực vật có hoa trong họ Hoa tán. Loài này được (L.) DC. miêu tả khoa học đầu tiên.